# Dasylophia wellingi
Dasylophia wellingi är en fjärilsart som beskrevs av Paul Thiaucourt 1975. Dasylophia wellingi ingår i släktet Dasylophia och familjen tandspinnare. Inga underarter finns listade i Catalogue of Life.